# Richard Davis (baixista)
Richard Davis   (Chicago, 15 d'abril de 1930 - Madison, 6 de setembre de 2023) fou un baixista de jazz nord-americà. Entre les seves contribucions més conegudes als àlbums d'altres, destaquen Eric Dolphy's Out to Lunch!, Andrew Hill's Point of Departure i Astral Weeks de Van Morrison, de les quals va escriure el crític Greil Marcus (a The Rolling Stone Illustrated History of Rock and Roll), "Richard Davis va proporcionar el baix més gran mai escoltat en un àlbum de rock."

## Carrera musical
Nascut a Chicago, Davis va començar la seva carrera musical amb els seus germans, tocant el baix en el trio vocal de la seva família. Va estudiar contrabaix a l'institut amb el seu professor de teoria musical i director de banda, Walter Dyett. Va ser membre de lOrquestra Simfònica Juvenil de Chicago (llavors coneguda com l'Orquestra Juvenil del Gran Chicago) i va tocar a la primera actuació de l'orquestra al Chicago's Orchestra Hall el 14 de novembre de 1947. Després de l'escola secundària, va estudiar contrabaix amb Rudolf Fahsbender de la Chicago Symphony Orchestra mentre assistia al "VanderCook College of Music".
Després de la universitat, Davis va actuar en grups de ball. Les connexions que va fer el van portar al pianista Don Shirley. El 1954 es va traslladar a Nova York i amb Shirley i van actuar junts fins al 1956, quan Davis va començar a tocar amb la Sauter-Finegan Orchestra. El 1957 va passar a formar part de la secció rítmica de Sarah Vaughan, fent gires i enregistrant amb ella fins al 1960.
Durant la dècada de 1960, Davis tenia molta demanda en diversos cercles musicals. Va treballar amb molts dels petits grups de jazz de l'època, inclosos els dirigits per Eric Dolphy, Jaki Byard, Booker Ervin, Andrew Hill, Elvin Jones i Cal Tjader. Del 1966 al 1972 va formar part de lOrquestra Thad Jones / Mel Lewis. També ha tocat amb Don Sebesky, Oliver Nelson, Frank Sinatra, Miles Davis, Dexter Gordon, Joe Henderson i Ahmad Jamal.
Davis va gravar amb músics de pop i rock als anys 70, apareixent a Smile, de Laura Nyro, a Astral Weeks de Van Morrison (per a la qual Davis també va actuar com a cap de banda de facto durant les sessions d'enregistrament, i a Greetings from Asbury Park, N.J. i Born to Run de Bruce Springsteen. Durant la seva carrera va interpretar música clàssica amb els directors Ígor Stravinski, Leonard Bernstein, Pierre Boulez, Leopold Stokowski i Gunther Schuller.
Després de viure 23 anys a la ciutat de Nova York, es va traslladar a Wisconsin el 1977 i es va convertir en professor a la Universitat de Wisconsin – Madison, ensenyant baix, història del jazz i improvisació. Entre els seus antics alumnes es troben William Parker, David Ephross, Sandor Ostlund, Hans Sturm, Alex Kalfayan i Karl E. H. Seigfried.

## Premis i Honors
- Best Bassist, Downbeat International Critics' Poll (1967–74)
- NEA Jazz Master (2014)[6]

## Discografia
- Main article: Richard Davis discography
- Heavy Sounds (Impulse!, 1967) amb Elvin Jones
- Muses for Richard Davis (MPS, 1969)
- The Philosophy of the Spiritual (Cobblestone, 1971)
- Epistrophy & Now's the Time (Muse, 1972)
- Dealin (Muse, 1973)
- As One (Muse, 1976)
- Fancy Free (Galaxy, 1977)
- Divine Gemini (SteepleChase, 1978) amb Walt Dickerson
- Harvest (Muse, 1977 [1979])
- Way Out West (Muse, 1977 [1980])
- Tenderness (SteepleChase, 1977 [1985]) amb Walt Dickerson
- Persia My Dear (DIW, 1987)
- Body and Soul (Enja, 1989 [1991]) amb Archie Shepp
- The Bassist: Homage to Diversity (Palmetto, 2001)